# Teresa Ciepły
Pour les articles homonymes, voir Wieczorek.
Teresa Barbara Ciepły, née Wieczorek le 19 octobre 1937 et morte le 8 mars 2006, était une athlète polonaise.
Elle est née à Brodnia et était mariée au lanceur de marteau Olgierd Ciepły. Elle est décédée à Bydgoszcz.

## Palmarès

### Jeux olympiques d'été
- Jeux olympiques d'été de 1960 à Rome ( Italie)
  -  Médaille de bronze en relais 4 × 100 m
- Jeux olympiques d'été de 1964 à Tokyo ( Japon)
  -  Médaille d'or en relais 4 × 100 m
  -  Médaille d'argent sur 80 m haies

### Championnats d'Europe
- Championnats d'Europe d'athlétisme de 1962 à Belgrade ( Yougoslavie)
  -  Médaille d'or sur 80 m haies
  -  Médaille d'or en relais 4 × 100 m
  -  Médaille de bronze sur 100 m